# Englische Krönungsmusik
Die Englische Krönungsmusik ist eine Abfolge verschiedener Musikstücke unterschiedlicher Komponisten, welche zum Krönungsgottesdienst der Könige und Königinnen des Vereinigten Königreichs aufgeführt wurden.
Am bekanntesten sind die Coronation Anthems Georg Friedrich Händels von 1727. Traditionell wird ein Teilstück bis heute verwendet: Zadok the Priest. Die Krönungsfeiern gleichen, neben der Liturgie, einem Konzert mit einer Mischung aus alten und neuen Stücken, welche zu der jeweiligen Krönung in Auftrag gegeben wurden.

## Krönung von Elisabeth II. (2. Juni 1953)
Die Musik nimmt Bezug auf den Krönungsgottesdienst von König Georg VI. am 12. Mai 1937. Bis auf einige neue(*), wurden die gleichen Musikstücke inklusive der Fanfaren erneut aufgeführt.
Der Krönungschor (400 Pers.) und das Krönungsorchester (60 Pers.), Staatstrompeter der Royal Military School of Music, Kneller Hall (Leitung: Lt.-Col. Meredith Roberts), Orgel: Osborne Peasgood (1902–1962), Harry Gabb (1909–1995) und Henry Ley (1887–1962), Gesamtleitung: William McKie (1901–1983) und Adrian Boult.
| Titel                                                      | Art                       | Komponist                                    |
| ---------------------------------------------------------- | ------------------------- | -------------------------------------------- |
| Chaconne from ‘King Arthur’                                |                           | Henry Purcell (arranged Herbage)             |
| Trumpet Tune                                               | Trompeten                 | Henry Purcell                                |
| Crown Imperial Marsch                                      | Orchester                 | William Walton                               |
| Fantasia on the Alleluia Hymn                              | Orchester                 | Gordon Jacob                                 |
| Jupiter aus: Die Planeten, Opus 32                         | Orgel                     | Gustav Holst                                 |
| Epic March                                                 | Orchester                 | John Ireland                                 |
| Regalien Prozession                                        |                           |                                              |
| Oh most merciful                                           |                           | Charles Wood                                 |
| Litany for 5 voices                                        | Chor                      | Thomas Tallis                                |
| Prozession des Kgl. Hauses                                 |                           |                                              |
| Pomp and Circumstance no.2                                 | Orgel                     | Edward Elgar                                 |
| Banks of Green Willow                                      | Orgel                     | George Butterworth                           |
| Processional *                                             | Orgel                     | Arthur Bliss                                 |
| Greensleeves                                               | Orchester                 | trad. arr.Ralph Vaughan Williams             |
| Nimrod aus: Enigma-Variationen Opus 36 Nr. 9               | Orgel                     | Edward Elgar                                 |
| Orb and Sceptre *                                          |                           | William Walton                               |
| Fireworks music:overture & minuet                          |                           | Georg Friedrich Händel                       |
| Prozession der Königin                                     |                           |                                              |
| Fanfare I. Royal Saluts                                    | Trompeten                 | Sir Ernest Bullock (1890–1979)               |
| I was glad                                                 | Chor und Orchester        | Charles Hubert Hastings Parry                |
| Fanfaren II, III, IV, V                                    | Trompeten                 | Sir Ernest Bullock                           |
| Behold, O God our defender                                 | Chor und Orchester        | Herbert Howells                              |
| Let my prayer come up                                      | Chor und Orchester        | William Henry Harris (1883–1973)             |
| Credo (aus Messe g-moll)                                   | Chor und Orgel            | Ralph Vaughan Williams                       |
| Come, Holy Ghost                                           | Chor, Orgel und Orchester | Trad., Arr. Sir Ernest Bullock               |
| Zadok the Priest (PDF; 400 kB)                             | Chor und Orchester        | Georg Friedrich Händel                       |
| Confortare*                                                | Chor und Orchester        | George Dyson                                 |
| Inthronisierung und Lehnseiderneuerung                     |                           |                                              |
| Rejoice in the Lord (PDF; 56 kB)                           | A cappella                | John Redford († 1547)                        |
| O clap your hands together (PDF; 148 kB)                   | A cappella                | Orlando Gibbons                              |
| I will not leave you comfortless (PDF; 94 kB)              | A cappella                | William Byrd                                 |
| O Lord, Our Governor*                                      | A cappella                | Healey Willan (1880–1968)                    |
| Thou wilt keep him in perfect peace (PDF; 61 kB)           | Orgel und Chor            | Samuel Sebastian Wesley (1810–1876)          |
| Homage Fanfare VII, nach der Schottischen Weise ‘Montrose’ | Trompeten und Orgel       | Sir Ernest Bullock                           |
| Gottesdienst                                               |                           |                                              |
| All people that on earth do dwell                          | Chor und Orchester        | trad. Arr. Ralph Vaughan Williams            |
| Sanctus (aus Messe g-moll)                                 | Chor und Orchester        | Ralph Vaughan Williams                       |
| O taste and see*                                           | A cappella                | Ralph Vaughan Williams                       |
| Gloria in Exelsis                                          | Chor und Orchester        | Charles Villiers Stanford                    |
| Threefold Amen                                             | A cappella                | Orlando Gibbons                              |
| Te Deum Laudamus*                                          | Chor und Orchester        | William Walton                               |
| Jerusalem                                                  | Orgel                     | Hubert Parry, Improvisation Osborne Peasgood |
| Auszug                                                     |                           |                                              |
| National Anthem                                            | Chor und Orchester        | trad., Arr. Gordon Jacob                     |
| Pomp and Circumstance March no.1                           | Orchester                 | Edward Elgar                                 |
| Processional March F. 126                                  | Orchester                 | Arthur Bliss                                 |
| Coronation March                                           | Orchester                 | Arnold Bax                                   |